# 루마니아 독립 전쟁
루마니아 독립 전쟁(루마니아어: Războiul de Independență al României)은 루마니아가 오스만 제국에게서 독립하기 위한 전쟁이다.

## 같이 보기
- 루마니아 왕국